# Sulz (Altmühl)
La Sulz est un affluent rive gauche de l’Altmühl en Bavière.
Elle prend sa source au Tyrolsberg, à l'ouest de Neumarkt in der Oberpfalz sur la ligne de partage des eaux  Rhin-Danube et s'écoule vers le sud, le long du versant ouest du Jura du Palatinat, partiellement entre le canal Rhin-Main-Danube et le Canal Ludwig. À l'aval de Berching, la Sulz est canalisée et reprend son cours propre à l'aval de Beilngries puis elle se jette dans l'Altmühl.
La montagne et la ville de Sulzbürg doivent leur nom à cette rivière.
Le moulin à aubes de Gößelthal, au sud de l’Abbaye de Plankstetten, est le dernier vestige des moulins qui autrefois exploitaient le courant de la sinueuse Sulz.

## Localités
- Mühlhausen
- Berching
- Beilngries